# Apeldoorn
Apeldoorn es una ciudad y municipio de los Países Bajos, situado en la provincia de Güeldres, a unos 100 km al sureste de Ámsterdam, en el centro del país. Su población total, incluyendo las numerosas entidades locales menores, era a 1 de enero de 2018 de 161.000 habitantes.

## Geografía
El municipio ocupa un área de 341,13 km², de los cuales 1,21 km² corresponden a agua. La mitad occidental del municipio se extiende por las colinas boscosas de Veluwe, mientras la mitad oriental corresponde al valle del río IJssel. La colina más alta del municipio es la de Torenberg, que se eleva a la altura (relevante en el país) de 107 m s.n.m. Sus municipios limítrofes son: al noroeste, Ermelo y Nunspeet; al norte, Epe; al este, Voorst; al sureste Brummen; al sur Arnhem y Rozendaal; al suroeste Ede y al oeste, Barneveld.

## Historia
La referencia más antigua conocida a Apeldoorn, entonces llamada Appoldro, data del siglo VIII. La ciudad se desarrolló en el cruce de la antigua carretera de Amersfoort a Deventer con la que unía Arnhem y Zwolle.
Cerca de la ciudad, el estatúder Guillermo III de Inglaterra levantó en 1685-1686, a partir de un antiguo refugio de caza de los duques de Güeldres, el palacio de Het Loo ("Palacio del bosque"), que se convirtió en la residencia campestre favorita de la familia real de los Países Bajos durante casi tres siglos.
Apeldoorn fue, sin embargo, una ciudad relativamente insignificante hasta los grandes proyectos de edificación del siglo XIX y los posteriores a la Segunda Guerra Mundial. Hoy es un importante centro comercial y alberga industrias papeleras y numerosas oficinas, entre ellas la sede nacional de una empresa de seguros y del Kadaster, el catastro neerlandés.
En abril de 2009 Apeldoorn saltó a los titulares de los medios de comunicación de todo el mundo, cuando un hombre lanzó su automóvil contra la caravana real mientras se celebraba el Día de la Reina, causando la muerte de ocho personas (véase Atentado a la Familia Real Neerlandesa de 2009).

## Monumentos y atracciones turísticas
- Palacio Het Loo, construido en estilo barroco holandés por Jacob Roman y Johan van Swieten.
- Mariakerk (Iglesia de María), templo católico y monumento nacional.
- Apenheul, parque zoológico de primates.
- Parque de atracciones Koningin Juliana Toren ("Torre de la reina Juliana"), situado cerca de Apenheul.

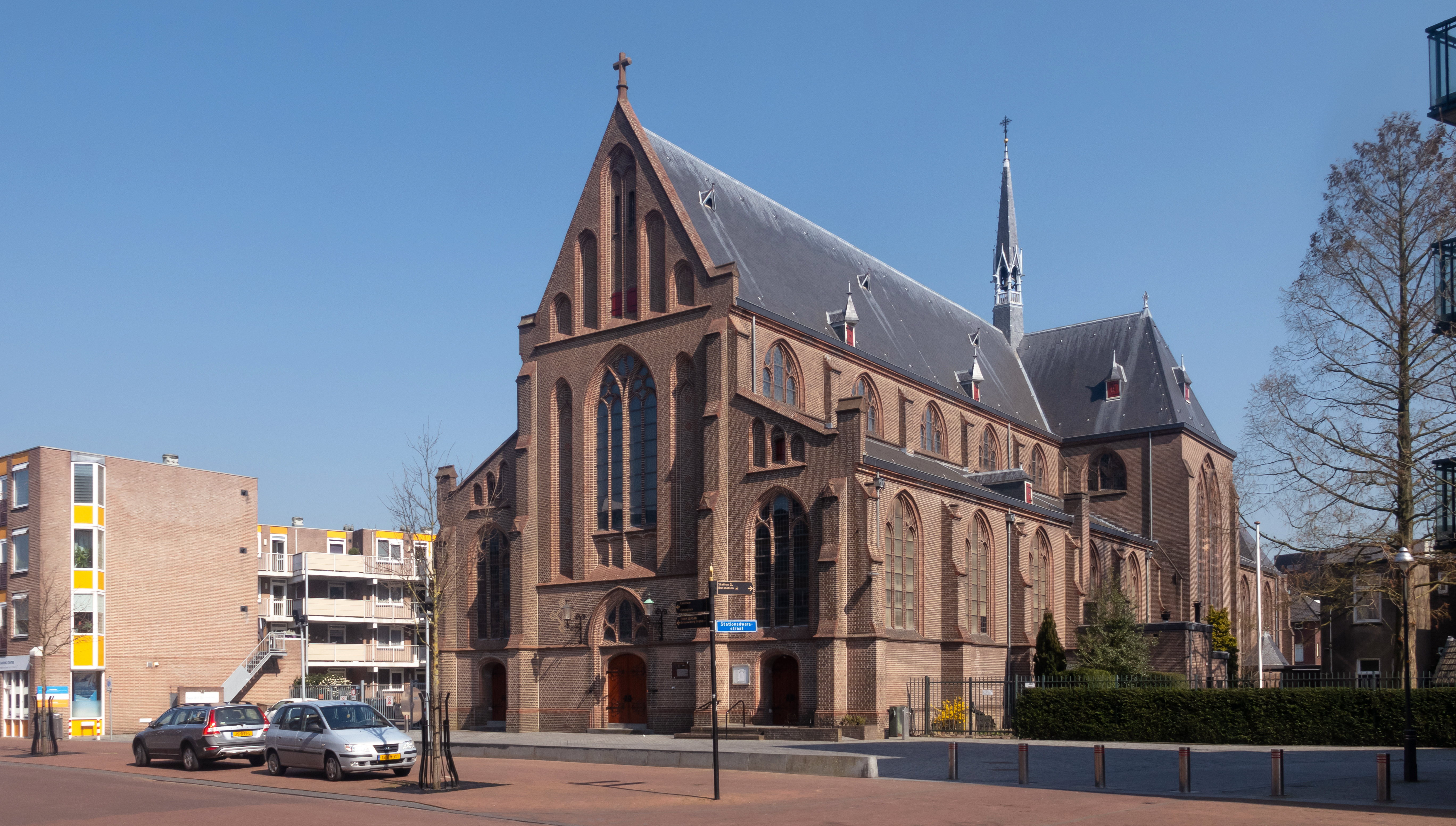
Mariakerk (iglesia de Maria)